# Alpské lyžování na Zimních olympijských hrách 2014 – superkombinace ženy
Superkombinace žen na Zimních olympijských hrách 2014 se konala v pondělí 10. února jako zahajovací ženský závod olympiády v lyžařském středisku Roza Chutor poblíž Krasnoj Poljany. Sjezd se jel od 8.00 hodin SEČ. Druhá slalomová část odstartovala ve 12.00 hodin SEČ. Závodu se zúčastnilo 39 závodnic z 21 zemí.

## Medailistky
Olympijskou vítězkou se stala německá úřadující mistryně světa Maria Höflová-Rieschová, která obhájila zlatý kov ze ZOH 2010 ve Vancouveru. Stříbrnou medaili získala Rakušanka Nicole Hospová. Bronz si odvezla průběžně vedoucí žena po sjezdové části, americká lyžařka Julia Mancusová, která před čtyřmi lety dojela na kanadské olympiádě druhá. Slalomovou část vyhrála česká specialistka na točivé disciplíny Šárka Strachová, která se tak z 25. pozice posunula na konečné 9. místo.
| Superkombinace ženy     |                |                        |
| Zlato                   | Stříbro        | Bronz                  |
|                         |                |                        |
| Maria Höflová-Rieschová | Nicole Hospová | Julia Mancusová        |
| Německo                 | Rakousko       | Spojené státy americké |

## Výsledky
| Pořadí                                                                                         | č.  | závodnice                           | stát                   | sjezd   | poř. | slalom  | poř. | celkem  | ztráta |
| ---------------------------------------------------------------------------------------------- | --- | ----------------------------------- | ---------------------- | ------- | ---- | ------- | ---- | ------- | ------ |
| 1.                                                                                             | 20. | Maria Höflová-Rieschová             | Německo                | 1:43.72 | 5    | 50.90   | 3    | 2:34.62 |        |
| 2.                                                                                             | 16. | Nicole Hospová                      | Rakousko               | 1:43.95 | 8    | 51.07   | 4    | 2:35.02 | +0.40  |
| 3.                                                                                             | 22. | Julia Mancusová                     | Spojené státy americké | 1:42.68 | 1    | 52.47   | 13   | 2:35.15 | +0.53  |
| 4.                                                                                             | 17. | Tina Mazeová                        | Slovinsko              | 1:43.54 | 3    | 51.71   | 7    | 2:35.25 | +0.63  |
| 5.                                                                                             | 8.  | Dominique Gisinová                  | Švýcarsko              | 1:44.01 | 10   | 52.11   | 11   | 2:36.12 | +1.50  |
| 6.                                                                                             | 9.  | Ragnhild Mowinckelová               | Norsko                 | 1:44.28 | 12   | 51.87   | 8    | 2:36.15 | +1.53  |
| 7.                                                                                             | 18. | Michaela Kirchgasserová             | Rakousko               | 1:45.72 | 23   | 50.69   | 2    | 2:36.41 | +1.79  |
| 8.                                                                                             | 11. | Anna Fenningerová                   | Rakousko               | 1:43.67 | 4    | 52.77   | 14   | 2:36.44 | +1.82  |
| 9.                                                                                             | 23. | Šárka Strachová                     | Česko                  | 1:46.51 | 25   | 50.10   | 1    | 2:36.61 | +1.99  |
| 10.                                                                                            | 13. | Maruša Ferková                      | Slovinsko              | 1:44.87 | 17   | 52.02   | 10   | 2:36.89 | +2.27  |
| 11.                                                                                            | 25. | Federica Brignoneová                | Itálie                 | 1:45.68 | 22   | 51.94   | 9    | 2:37.62 | +3.00  |
| 12.                                                                                            | 12. | Denise Feierabendová                | Švýcarsko              | 1:46.03 | 24   | 51.68   | 6    | 2:37.71 | +3.09  |
| 13.                                                                                            | 15. | Sara Hectorová                      | Švédsko                | 1:46.54 | 26   | 51.31   | 5    | 2:37.85 | +3.23  |
| 14.                                                                                            | 4.  | Jelena Jakovišinová                 | Rusko                  | 1:44.91 | 19   | 53.97   | 16   | 2:38.88 | +4.26  |
| 15.                                                                                            | 35. | Greta Smallová                      | Austrálie              | 1:47.99 | 29   | 52.31   | 12   | 2:40.30 | +5.68  |
| 16.                                                                                            | 36. | Edit Miklósová                      | Maďarsko               | 1:44.32 | 13   | 57.29   | 19   | 2:41.61 | +6.99  |
| 17.                                                                                            | 32. | Karolina Chrapeková                 | Polsko                 | 1:47.28 | 28   | 54.52   | 17   | 2:41.80 | +7.18  |
| 18.                                                                                            | 31. | Mireia Gutiérrezová                 | Andorra                | 1:49.04 | 32   | 53.26   | 15   | 2:42.30 | +7.68  |
| 19.                                                                                            | 33. | Klára Křížová                       | Česko                  | 1:44.89 | 18   | 57.51   | 20   | 2:42.40 | +7.78  |
| 20.                                                                                            | 24. | Macarena Simariová Birknerová       | Argentina              | 1:48.87 | 31   | 55.06   | 18   | 2:43.93 | +9.31  |
| 21.                                                                                            | 34. | Anna Bereczová                      | Maďarsko               | 1:50.28 | 33   | 58.41   | 21   | 2:48.69 | +14.07 |
| 22.                                                                                            | 39. | Ania Monica Caillová                | Rumunsko               | 1:51.91 | 34   | 1:02.04 | 22   | 2:53.95 | +19.33 |
|                                                                                                | 2.  | Daniela Merighettiová               | Itálie                 | 1:44.64 | 15   | DNS     |      |         |        |
|                                                                                                | 5.  | Chemmy Alcottová                    | Velká Británie         | 1:44.83 | 16   | DNS     |      |         |        |
|                                                                                                | 29. | Elena Fanchiniová                   | Itálie                 | 1:44.45 | 14   | DNS     |      |         |        |
|                                                                                                | 1.  | Francesca Marsagliová               | Itálie                 | 1:43.96 | 9    | DNF     |      |         |        |
|                                                                                                | 7.  | Lotte Smisethová Sejerstedová       | Norsko                 | 1:43.85 | 6    | DNF     |      |         |        |
|                                                                                                | 10. | Lara Gutová                         | Švýcarsko              | 1:43.15 | 2    | DNF     |      |         |        |
|                                                                                                | 19. | Elisabeth Görglová                  | Rakousko               | 1:43.89 | 7    | DNF     |      |         |        |
|                                                                                                | 21. | Marie-Michèleová Gagnonová          | Kanada                 | 1:45.39 | 21   | DNF     |      |         |        |
|                                                                                                | 26. | Jana Gantnerová                     | Slovensko              | 1:47.24 | 27   | DNF     |      |         |        |
|                                                                                                | 27. | Leanne Smithová                     | Spojené státy americké | 1:45.06 | 20   | DNF     |      |         |        |
|                                                                                                | 28. | Ilka Štuhecová                      | Slovinsko              | 1:44.26 | 11   | DNF     |      |         |        |
|                                                                                                | 37. | Kristina Saalová                    | Slovensko              | 1:48.21 | 30   | DNF     |      |         |        |
|                                                                                                | 3.  | Marianne Kaufmannová-Abderhaldenová | Švýcarsko              | DNF     |      |         |      |         |        |
|                                                                                                | 6.  | Noelle Barahonová                   | Chile                  | DNF     |      |         |      |         |        |
|                                                                                                | 14. | Laurenne Rossová                    | Spojené státy americké | DNF     |      |         |      |         |        |
|                                                                                                | 30. | Stacey Cooková                      | Spojené státy americké | DNF     |      |         |      |         |        |
|                                                                                                | 38. | Alexandra Colettiová                | Monako                 | DNF     |      |         |      |         |        |
| Č. – startovní číslo závodnice, DNS – závodnice nenastoupila na start, DNF – nedojela do cíle. |     |                                     |                        |         |      |         |      |         |        |